# Decatur (Alabama)
Pour les articles homonymes, voir Decatur.
La ville de Decatur est le siège du comté de Morgan, dans l'État de l'Alabama,  aux États-Unis. La population de la ville était en 2006 de 55 778 habitants et celle de l'aire métropolitaine liée à la ville s'élevait à 149 269 habitants.

## Histoire
Le lieu était initialement connu sous le nom de Rhodes Ferry, d'après un ferry qui traversait la rivière Tennessee dans les années 1810. La ville a ensuite été incorporée sous le nom d'Albany en 1821 puis renommée en Decatur après la mort de Stephen Decatur. Decatur était une ville importante de l'Alabama du nord du fait de sa position au bord de la rivière et du fait qu'elle était le terminus d'une ligne de chemin de fer. Decatur a été un lieu stratégique lors de la guerre de Sécession et durant la bataille de Decatur, la quasi-totalité de la ville a brulé en 1864. La ville a été reconstruite en 1887 et incorporée en 1889.

## Géographie
Decatur est située sur les rives du lac Wheeler le long de la rivière Tennessee, au nord de l'Alabama. Son territoire s'étend sur deux comtés : le comté de Morgan et le comté de Limestone.
L'interstate 65 passe par la ville et relie Decatur à Nashville et Birmingham. L'interstate 565 relie Decatur à Huntsville.

## Transports
Decatur est desservie par deux aéroports. L'aéroport international de Huntsville (Huntsville International Airport) est le second aéroport de l’État. La ville est également desservie par le principal aéroport régional de l’Alabama, le Pryor Field Regional Airport (code AITA : DCU, code OACI : KDCU, code FAA : DCU).

## Économie
Une usine de fabrication de fusée dont la production a commencé en 2000, géré par United Launch Alliance depuis 2006, est implanté dans l'aire métropolitaine. Elle produit, en 2019, des Delta IV.

## Personnalités liées à la ville
- Loren C. Ball (1948-), astronome amateur américain, découvreur de plusieurs astéroïdes depuis son observatoire (observatoire d'Emerald Lane), dont (34351) Decatur
- Lucas Black (1982-), acteur
- John Jacob Malone (1935-2004), chanteur, guitariste, pianiste et harmoniciste de blues
- Mae C. Jemison (1956-), astronaute
- Dean Jones (1931-2015), acteur
- Philip Rivers (1981-), joueur de football américain

## Démographie
| 1850 | 1870 | 1880  | 1890  | 1900  | 1910  | 1920  | 1930   |
| ---- | ---- | ----- | ----- | ----- | ----- | ----- | ------ |
| 606  | 671  | 1 063 | 2 765 | 3 114 | 4 228 | 4 752 | 15 593 |

| 1940   | 1950   | 1960   | 1970   | 1980   | 1990   | 2000   | 2010   |
| ------ | ------ | ------ | ------ | ------ | ------ | ------ | ------ |
| 16 604 | 19 974 | 29 217 | 38 044 | 42 002 | 48 761 | 53 929 | 55 683 |

## Honneur
L'astéroïde (34351) Decatur, découvert par Loren C. Ball depuis son observatoire (observatoire d'Emerald Lane) situé dans la ville, porte le nom de cette dernière.